# مسجد ابن غانم (ابن لاحق)
مسجد ابن غانم من مساجد العراق القديمة الأثرية، ويقع في محافظة البصرة في محلة الجمهورية الأولى بقضاء الزبير قرب جامع الحنيف، ولقد شيدهُ أهل الخير في عهد الدولة العثمانية بدلا من مبنى مسجد قديم كان يسمى بمسجد ابن لاحق في داخل مدينة البصرة نسبة إلى مشيدهِ الأول (ابان بن لاحق بن غفير الرقاشي الهمداني اليماني)، وهو أحد شعراء البصرة.
ولقد جدد بناؤه غانم الغانم في عام 1190هـ/1776م، فسمي بمسجد (ابن غانم) ولكن الشائع بين الناس تسميته بمسجد (ابن لاحق). وغانم الغانم هو أحد الائمة الذين تولوا الإمامة فيهِ فنسب إليه. ولقد رمم المسجد وتمت صيانته مرات عديدة كان آخرها من المحسن (إبراهيم بن عبد العزيز الفليح) وذلك في عام 1385هـ/1966م، ومبنى المسجد ذو مساحة واسعة، وتبلغ مساحة مصلى الحرم حوالي 150م2، حيث يبلغ طوله 7م وعرضه 20 م، ويقوم الحرم على أعمدة حديدية، ولهُ محراب مبني من الطابوق الأصفر داخل الحائط، وأمامه ساحة طارمة بعرض الحرم وبطول 5م، ويقوم سقفها على أعمدة من الحديد، وبالجهة الشرقية منهُ توجد غرفتين ويحتوي على منارة مئذنة أثرية ذات حوض واحد، وأرضيتهُ مبنية من الطابوق الفرشي القديم، وتقام فيهِ الصلوات الخمس وفيهِ دورات ودروس تحفيظ القرآن.

## أسماء الإئمة والخطباء
ومن الإئمة الذين تعاقبوا على منصب الإمامة والخطابة فيه:
- الشيخ سليمان بن جامع عام 1288هـ.
- الشيخ إبراهيم بن غملاس عام 1290هـ.
- الملا عبد الله بن سليمان العوجان عام 1290هـ.
- الشيخ محمد بن عبد الله بن سليمان العوجان.
- الملا احمد بن عبد الله بن سليمان العوجان.
- الشيخ إبراهيم خليل.
- الشيخ أسامة صباح الرفاعي.[1]